# گکوهای پوزه‌دار
گکوهای پوزه‌دار (نام علمی: Rhynchoedura) نام یک سرده از فروراسته گکووارگان است.